# Gohory
Gohory és un municipi francès, situat al departament de l'Eure i Loir i a la regió de Centre – Vall del Loira. L'any 2007 tenia 246 habitants.

## Demografia

### Població
El 2007 la població de fet de Gohory era de 246 persones. Hi havia 97 famílies, de les quals 23 eren unipersonals (7 homes vivint sols i 16 dones vivint soles), 29 parelles sense fills, 42 parelles amb fills i 3 famílies monoparentals amb fills.
La població ha evolucionat segons el següent gràfic:
Habitants censats

### Habitatges
El 2007 hi havia 132 habitatges, 96 eren l'habitatge principal de la família, 19 eren segones residències i 16 estaven desocupats. Tots els 131 habitatges eren cases. Dels 96 habitatges principals, 87 estaven ocupats pels seus propietaris, 9 estaven llogats i ocupats pels llogaters i 1 estava cedit a títol gratuït; 1 tenia una cambra, 7 en tenien dues, 11 en tenien tres, 31 en tenien quatre i 47 en tenien cinc o més. 89 habitatges disposaven pel capbaix d'una plaça de pàrquing. A 25 habitatges hi havia un automòbil i a 62 n'hi havia dos o més.

### Piràmide de població
La piràmide de població per edats i sexe el 2009 era:
| Homes | Edats   | Dones |
| ----- | ------- | ----- |
| 0     | 95 o +  | 0     |
| 0     | 90 a 94 | 0     |
| 0     | 85 a 89 | 4     |
| 0     | 80 a 84 | 8     |
| 4     | 75 a 79 | 0     |
| 0     | 70 a 74 | 4     |
| 8     | 65 a 69 | 4     |
| 8     | 60 a 64 | 0     |
| 8     | 55 a 59 | 0     |
| 12    | 50 a 54 | 4     |
| 0     | 45 a 49 | 16    |
| 24    | 40 a 44 | 12    |
| 0     | 35 a 39 | 8     |
| 8     | 30 a 34 | 8     |
| 0     | 25 a 29 | 0     |
| 12    | 20 a 24 | 8     |
| 8     | 15 a 19 | 12    |
| 8     | 10 a 14 | 12    |
| 8     | 5 a 9   | 0     |
| 4     | 0 a 4   | 0     |

## Economia
El 2007 la població en edat de treballar era de 166 persones, 124 eren actives i 42 eren inactives. De les 124 persones actives 113 estaven ocupades (60 homes i 53 dones) i 11 estaven aturades (5 homes i 6 dones). De les 42 persones inactives 19 estaven jubilades, 15 estaven estudiant i 8 estaven classificades com a «altres inactius».

### Ingressos
El 2009 a Gohory hi havia 115 unitats fiscals que integraven 288 persones, la mediana anual d'ingressos fiscals per persona era de 18.343 €.

### Activitats econòmiques
Dels 4 establiments que hi havia el 2007, 2 eren d'empreses de fabricació d'altres productes industrials, 1 d'una empresa de construcció i 1 d'una empresa de comerç i reparació d'automòbils.
L'únic servei als particulars que hi havia el 2009 era una fusteria.
L'any 2000 a Gohory hi havia 19 explotacions agrícoles que ocupaven un total de 936 hectàrees.

## Poblacions més properes
El següent diagrama mostra les poblacions més properes.